# Emilio López (piłkarz)
Emilio López Navarro (ur. 10 maja 1986 w Guadalajarze) – meksykański piłkarz występujący na pozycji lewego pomocnika, obecnie zawodnik Veracruz.

## Kariera klubowa
López pochodzi z Guadalajary i jest wychowankiem akademii juniorskiej tamtejszego klubu Chivas de Guadalajara. Początkowo przez rok terminował w drugoligowych rezerwach o nazwie Chivas La Piedad, gdzie pełnił rolę podstawowego zawodnika, po czym jako dziewiętnastolatek został włączony przez szkoleniowca Benjamína Galindo do pierwszej drużyny. W meksykańskiej Primera División zadebiutował 13 sierpnia 2005 w wygranym 3:2 spotkaniu z Atlante, zaś w styczniu 2006 zajął ze swoją ekipą drugie miejsce w rozgrywkach kwalifikacyjnych do Copa Libertadores – InterLidze. W jesiennym sezonie Apertura 2006 wywalczył z Chivas tytuł mistrza Meksyku, lecz pozostawał wówczas głębokim rezerwowym drużyny prowadzonej przez José Manuela de la Torre i znacznie częściej pojawiał się na boiskach w barwach drugoligowej filii klubu – CD Tapatío. W 2007 roku dotarł natomiast do finału najbardziej prestiżowych rozgrywek północnoamerykańskiego kontynentu – Pucharu Mistrzów CONCACAF.
Latem 2007 López, nie mogąc wywalczyć sobie miejsca w pierwszej drużynie Chivas, został wypożyczony do drugoligowego zespołu Dorados de Sinaloa z siedzibą w Culiacán. W sezonie Apertura 2007 dotarł z nim do finału rozgrywek Primera División A i sukces ten powtórzył również pół roku później, podczas wiosennych rozgrywek Clausura 2008, a ogółem w barwach tego klubu spędził rok, notując regularne występy. W późniejszym czasie udał się na wypożyczenie po raz kolejny, tym razem do drugoligowego Querétaro FC, gdzie z miejsca został kluczowym zawodnikiem linii pomocy i w sezonie Apertura 2008 wygrał z nim rozgrywki drugiej ligi, co na koniec rozgrywek 2008/2009 zaowocowało awansem do najwyższej klasy rozgrywkowej. Bezpośrednio po tym sukcesie został wykupiony przez Querétaro na stałe, a 23 stycznia 2010 w wygranej 1:0 konfrontacji z Pachucą strzelił swojego premierowego gola w pierwszej lidze. Ogółem w Querétaro występował bez większych sukcesów przez cztery lata.
W lipcu 2012 López na zasadzie wypożyczenia zasilił ekipę San Luis FC z miasta San Luis Potosí, gdzie spędził kolejny rok, głównie jako podstawowy piłkarz i nie odnosząc poważniejszych osiągnięć, a na koniec rozgrywek 2012/2013 jego drużyna została rozwiązana. Bezpośrednio po tym podpisał umowę z klubem Tigres UANL z siedzibą w Monterrey, w którego barwach nie zdołał jednak rozegrać żadnego ligowego spotkania. Wobec tego już po upływie sześciu miesięcy udał się na wypożyczenie do drugoligowego zespołu Delfines del Carmen z miasta Ciudad del Carmen, gdzie również występował przez pół roku i wyłącznie jako rezerwowy. W lipcu 2014 powrócił do Querétaro FC, którego barwy reprezentował tym razem przez rok, głównie w roli rezerwowego, a w wiosennym sezonie Clausura 2015 zdobył z nim wicemistrzostwo kraju.
Latem 2015 López został wypożyczony do drugoligowej ekipy Venados FC z siedzibą w Méridzie, gdzie bez większych sukcesów grał przez sześć miesięcy, po czym powrócił do najwyższej klasy rozgrywkowej, kiedy to na zasadzie wypożyczenia przeniósł się do Tiburones Rojos de Veracruz. W barwach drużyny z portowego miasta w sezonie Clausura 2016 zdobył puchar Meksyku – Copa MX, lecz nie potrafił sobie wywalczyć miejsca w pierwszym składzie.
| Sezon     | Klub                        | Kraj   | Rozgrywki  | Mecze | Bramki |
| --------- | --------------------------- | ------ | ---------- | ----- | ------ |
| 2004/2005 | Chivas La Piedad            | Meksyk | Ascenso MX | 22    | 1      |
| 2005/2006 | Chivas de Guadalajara       | Meksyk | Liga MX    | 1     | 0      |
| 2006/2007 | Chivas de Guadalajara       | Meksyk | Liga MX    | 2     | 0      |
| 2007/2008 | Dorados de Sinaloa          | Meksyk | Ascenso MX | 28    | 0      |
| 2008/2009 | Querétaro FC                | Meksyk | Ascenso MX | 34    | 7      |
| 2009/2010 | Querétaro FC                | Meksyk | Liga MX    | 27    | 2      |
| 2010/2011 | Querétaro FC                | Meksyk | Liga MX    | 26    | 2      |
| 2011/2012 | Querétaro FC                | Meksyk | Liga MX    | 30    | 0      |
| 2012/2013 | San Luis FC                 | Meksyk | Liga MX    | 25    | 1      |
| 2013/2014 | Tigres UANL                 | Meksyk | Liga MX    | 0     | 0      |
| 2013/2014 | Delfines del Carmen         | Meksyk | Ascenso MX | 8     | 0      |
| 2014/2015 | Querétaro FC                | Meksyk | Liga MX    | 9     | 1      |
| 2015/2016 | Venados FC                  | Meksyk | Ascenso MX | 8     | 0      |
| 2015/2016 | Tiburones Rojos de Veracruz | Meksyk | Liga MX    |       |        |

## Kariera reprezentacyjna
W marcu 2003 López został powołany przez argentyńskiego trenera Humberto Grondonę do reprezentacji Meksyku U-17 na Mistrzostwa Ameryki Północnej U-17. Tam pełnił rolę podstawowego zawodnika swojej drużyny, występując w większości z pięciu możliwych spotkań i dwukrotnie wpisał się na listę strzelców; w meczu barażowym z Jamajką (2:0) i rewanżu z tym samym rywalem (5:0). Kilka miesięcy później znalazł się w składzie na Mistrzostwa Świata U-17 w Finlandii, gdzie również był jednym z ważniejszych graczy swojego zespołu i rozegrał wszystkie cztery spotkania (dwa w pierwszej jedenastce). Meksykanie zakończyli natomiast swój udział w młodzieżowym mundialu na ćwierćfinale, przegrywając w nim z Argentyną (0:2).
W 2005 roku López w barwach reprezentacji Meksyku U-20, również prowadzonej wówczas przez Grondonę, wziął udział w Mistrzostwach Ameryki Północnej U-20. Na honduraskich boiskach rozegrał dwa z trzech możliwych meczów (z czego jeden w wyjściowym składzie), zaś jego kadra zajęła wówczas trzecie miejsce w liczącej cztery zespoły grupie z bilansem zwycięstwa i dwóch porażek, przez co nie zdołała zakwalifikować się na Mistrzostwa Świata U-20 w Holandii.